# Partamona mourei
Partamona mourei là một loài Hymenoptera trong họ Apidae. Loài này được Camargo mô tả khoa học năm 1980.